# Precaria verbo regis
Precaria verbo regis (=gunsten op verzoek van de koning) noemde men de gronden die Pepijn de Korte uitdeelde. Hij had net zoals zijn voorgangers de gewoonte zijn krijgers te belonen met (kerkelijke) gronden. Hij sloot hierover echter een compromis: de krijgers mochten het land in vruchtgebruik houden, maar erkenden het kerkelijk (naakte) eigendom en betaalden belastingen aan de Kerk.